# Oleksiivka (consejo de la aldea Kuialnyk)
Oleksiivka  (ucraniano: Олексіївка) es una localidad del Raión de Podilsk en el Óblast de Odesa de Ucrania. Según el censo de 2001, tiene una población de 400 habitantes.